# Mnichovice (okres Benešov)
Obec Mnichovice se nachází  v jihovýchodní části Středočeského kraje v okrese Benešov, ve správním obvodu obce s rozšířenou působností Vlašim. Žije zde 228 obyvatel.
Ve vzdálenosti 11 km západně leží město Vlašim, 26 km východně město Světlá nad Sázavou, 27 km jihovýchodně město Humpolec a 28 km severozápadně město Benešov.
Mnichovice leží v typické pahorkovité krajině středních Čech. V krajině se mozaikovitě střídají pole, lesy a louky, časté jsou menší rybníky. Mnichovice jsou 6 km od sjezdu číslo 66 z dálnice D1 a leží v průměrné výšce 452 metrů nad mořem. Celková katastrální plocha obce je 921 ha, z toho orná půda zabírá 44 procent. Asi jedna třetina katastru obce je porostlá lesem. Průmyslové narušení krajiny je velmi malé a oblast byla zatím uchráněna i před silnější novodobou zástavbou.
V Mnichovicích je řada zajímavých historických památek, drobných sakrálních staveb i přírodovědně zajímavých lokalit – mokřady i výskyty nejrůznější fauny i flory. Jsou zde i 3 památky zapsané v Ústředním seznamu kulturních památek ČR:
- kostel sv. Filipa a Jakuba se zajímavou dřevěnou střechou a dřevěnou zvonicí.[4] Unikátní malby v kostele byly zařazeny do programu na záchranu a obnovu památek Deset skvostů Podblanicka,
- areál tvrziště zvaný Valy, složený z tvrziště, příkopu a fragmentu valu,[5]
- areál usedlosti č.p. 37.[6]

Na návsi se nachází kaplička sv. Jana Nepomuckého. Pod kostelem je památník padlým a kolem obce a před vstupem do kostela několik křížků.

## Geografie
Z pohledu hydrologie Mnichovice spadají do povodí Vltavy. Mnichovicemi protéká Mnichovický potok, který protéká koupalištěm do Mnichovického rybníka o rozloze zhruba 2,5 ha.  Mnichovický potok je levostranný přítok Sedlického potoka, který vtéká do vodní nádrže Němčice a tvoří povodí řeky Želivky. Na katastrálním území Mnichovic se dále nachází rybník „Otročí důl“, ze kterého vtéká voda také do Sedlického potoka. Na západní straně katastrálního území Mnichovic směrem na Kuňovice se nachází mokřad „Na Kačíně“, odtud je pár desítek metrů sice pramen bezejmenného potůčku, ale tento mokřad je daleko zajímavější. Jedná se o mimořádně cennou lokalitu s velmi bohatým společenstvím rostlin, řas i živočichů. Louka byla revitalizováno Českým svazem ochránců přírody a nejhodnotnější jsou právě tyto tůně. Odtud odtéká voda do Pekelského potoka, který je pravostranným přítokem Štěpánovského potoka a tvoří povodí řeky Sázavy. Jen z malé části území na severu katastru Mnichovic odtéká voda do Černého potoka, který se vlévá do Javornického potoka. Javornický potok pramení na severní hranici katastru pod Javornickou hůrou. V obci se ještě nachází malý rybník v západní části obce a požární nádrž na návsi. Staré pověsti vypráví, že bylo kolem vsi celkem 14 rybníků, mnoho studánek, tůní a močálů, které byly zmeliorovány.
Z pohledu geografického Mnichovice leží ve středočeské pahorkatině, její součástí je celek Vlašimské pahorkatiny. Dále podcelek Mladovožická pahorkatina, okrsek Načeradská pahorkatina, podokrsek Keblovská pahorkatina. Nad Mnichovicemi se zvedá hora Javornická hůra (583 m n. m.), avšak tento vrchol se nenachází v katastru Mnichovic, a tak nejvyšší bod je Holý vrch (514 m n. m.). Zajímavostí je, že západní okraj katastru směrem k rybníku Nové Peklo leží na světovém 15. poledníku východní délky.
Od roku 1995 jsou členem EKOSO.
Od roku 1999 jsou Mnichovice součástí dobrovolného sdružení Mikroregionu Želivka.Od roku 2003 Mnichovice jsou také součástí Místní akční skupiny Blaník.

## Historie
První písemná zmínka o vesnici pochází z roku 1352 za panování Karla IV. V dochované listině se o Mnichovicích píše o vsi jako o hotové. Podle nejstarších zápisů v zemském archivu a Deskách zemských, byly Mnichovice od nepaměti statkem biskupským. Po povýšení pražského biskupství na arcibiskupství, se staly majetkem pražských arcibiskupů. Převážně zemědělská obec je historicky spjata s věžovitou tvrzí ze 13. století, jejíž pozůstatky se nalézají severovýchodně od obce na místě zvaném Na Valech. Zachovaly se zprávy, že v roce 1379 zde bydleli Nápravníci Havel a Boten, kteří byli povinni vojenskou službou na štěpánovském hradě. Ti si obec rozdělili na dvě části. Rozdělení obce zapsané v „berní rule“ zní: „obec je rozdělena do dvou dílů, v prvním dílu je jedna usedlost osedlá a ve druhém dílu je celkem devatenáct usedlostí osedlých a pět pustých.“
Uprostřed návsi byl vybudován gotický kostel sv. Filipa a Jakuba, který již v roce 1350 je připomínán jako majetek pražského arcibiskupa.
Dochovaly se také písemné zmínky z roku 1550 z knih svobodnických v Kouřimském kraji, kterého byly Mnichovice součástí. Ty pojednávají o Mnichovicích jako o 2. svobodství: „První patřilo Václavovi Musilovi v Mnichovicích, poddanému již pana Kekule ze Stradonic, náleželo „kus svobodného záhumní“ (pole) ležícího v Mnichovicích a druhé svobodství: pustotiny ve vsi Mnichovicích vlastnil i na místě svých synů Jana a Petra Mach ve vsi Mnichovicích u Štěpánova (psáno v Čáslavském kraji), také již poddaný pana Jindřicha Kekuleho ze Stradonic.“ Knihy o svobodství dále píšou o zaniklém dvoře Veležice: „Václav Musil v Mnichovicích, pánů Kekulů poddaný, drží ½ dvoru pustého řečený Velezice. Týž Václav Musil na místě Duška z Mnichovic, poddaného páně Kekulova, oznámil, že ten Dušek drží ¼ dvoru Velezic. Jan Kubeš z Mnichovic a Jiřík bratr jeho, poddaní páně Kekulovi, ¼ pustotiny ve Velezicích svobodné.“
Po bitvě na Bílé hoře za Huga z Hallweilu nastaly zlé časy. V roce 1627 opustil mnichovickou faru poslední farář pod obojí způsobou a od té doby již také nikdy více obsazena nebyla. Vypravuje se, že na místě jejím stojí proti vchodu do kostela stojící č.p. 14, ač mohla býti od kostela na východ, kde stojí dnešní památník. Tam totiž stávala původně pastouška, která po třicetileté válce mohla z některé části fary vzniknout.
Postavení robotníků bylo bědné. Situace se uvolnila až zhruba po osmdesáti letech za knížat z Trautsonu, která sídlila v Čechticích. Poslední majitelé celého mnichovického majetku – Palmové, hrabata z Gundelfingenu, prodali dvůr v Mnichovicích v roce 1801 a ten byl pak následně rozdělen.
Ves je typickým příkladem urbanismu středověké kolonizační vesnice založené uprostřed rozsáhlé lesní mýtiny. Středem obce se stala velká dvouřadá náves, na horním konci sevřená do úzkého hrdla. Ve středu návsi byl postaven kostel sv. Filipa a Jakuba. Vesnice byla rozměřena traťově záhumenicovou plužinou. Na severu obce nejspíše existovalo nejspíše ještě jedno tvrziště či dvořiště, jak naznačuje dodnes dochovalá parcelace.
Vývoj obce a její velikost dokládají i údaje, že při požáru v roce 1655 vyhořelo podle záznamů osm čísel z jednadvaceti, v roce 1715 je vedeno dvacet šest držitelů pozemků a v roce 1780 je v Josefovském katastru evidováno 36 vlastníků pozemků a do roku 1788 je dochována posloupnost čísel popisných. Čísla popisná vznikala dělením statků na dva půlstatky a tím byly dány usedlosti ve druhém pořadí po celé délce vesnice. V místě předpokládaného tvrziště na severu obce vyrostla početná chalupnická zástavba. Obec se od 18. století dělila na „Starousedlé“ a „Folianty“. Starousedlí měli podle zápisu zvýhodnění na poskytovaných obecních službách.
Škola ve vesnici nebyla a děti navštěvovaly od roku 1802 školu v Čechticích a asi od roku 1820 novou dvoutřídní v Borovnici.
Panství Čechtické a Dolnokralovické prodáno bylo 15. září 1844 veřejnou dražbou Vilémovi Vincencovi knížeti z Auersparka.
V roce 1898 byla postavena na návsi v Mnichovicích v místě bývalé kovárny škola, kterou děti navštěvovaly do roku 1975. Nyní dojíždí do školy v Čechticích, Dolních Kralovicích a Vlašimi.
Po největším požáru ve vesnici v roce 1888, kdy vyhořela pětina ze sedmdesáti čísel popisných, byl založen v obci hasičský sbor, jehož aktivní činnost se udržela do dneška. Jako trofej je udržována první obecní hasičská stříkačka z roku 1902.
Po roce 1900 byl založen na pomoc hospodářskému rozvoji obce „Hospodářský spolek“ a „Kampelička“. V Roce 1919 byly do mnichovického zastupitelstva poprvé zvoleni členové bez zástupců osady Kuňovice. V roce 1922 byl odhalen památník padlých od autora Karla Borovičky.
V obci Mnichovice byly v roce 1932 evidovány tyto živnosti a obchody: cihelna, 2 obchodníci s dobytkem, holič, 2 hostince, kovář, 2 krejčí, obuvník, 3 řezníci, 4 obchody se smíšeným zbožím, Spořitelní a záložní spolek pro politickou obec Mnichovickou, trafika, 3 truhláři.
Dalším mezníkem v rozvoji obce bylo zavedení elektrického proudu v roce 1939. Kulturní činnost se za první republiky odvíjela okolo školy. V obci pracoval ochotnický spolek, který několikrát ročně nastudoval divadelní představení.
Nejrozsáhlejší výstavba zde probíhala v sedmdesátých letech 20. století, kdy byla postavena hasičská zbrojnice, obchod, požární nádrž, koupaliště a rekonstruována budova bývalé školy na kulturní dům s restaurací. V devadesátých letech byla provedena revitalizace rybníka a kompletní oprava komunikací v obci i kolem obce. V roce 1999 proběhla stavba rybníka na západním kraji obce.
V roce 2002 proběhla rekonstrukce střechy na kulturním domě. V roce 2003–2004 se obnovilo sportovní hřiště, postavil tenisový kurt a zázemí na hřišti. V roce 2004 se realizovala stavba rybníka Otročí důl. V roce 2006 se vybudovalo dětské hřiště. V roce 2015 se vybudovalo druhé dětské hřiště u kulturního domu a roce 2017 došlo k rekonstrukci prodejny.

## Obecní správa
V letech 1850–1920 k obci patřily Kuňovice.

### Územněsprávní začlenění
Dějiny územněsprávního začleňování zahrnují období od roku 1850 do současnosti. V chronologickém přehledu je uvedena územně administrativní příslušnost obce v roce, kdy ke změně došlo:
- 1850 země česká, kraj Pardubice, politický okres Ledeč, soudní okres Dolní Kralovice[8]
- 1855 země česká, kraj Čáslav, soudní okres Dolní Kralovice
- 1868 země česká, politický okres Ledeč, soudní okres Dolní Kralovice
- 1939 země česká, Oberlandrat Německý Brod, politický okres Ledeč nad Sázavou, soudní okres Dolní Kralovice[9]
- 1942 země česká, Oberlandrat Tábor, politický okres Ledeč nad Sázavou, soudní okres Dolní Kralovice[10]
- 1945 země česká, správní okres Ledeč nad Sázavou, soudní okres Dolní Kralovice[11]
- 1949 Pražský kraj, okres Vlašim[12]
- 1960 Středočeský kraj, okres Benešov
- 2003 Středočeský kraj, okres Benešov, obec s rozšířenou působností Vlašim

## Společnost
V obci Mnichovice (514 obyvatel, poštovna) byly v roce 1932 evidovány tyto živnosti a obchody: cihelna, 2 obchodníci s dobytkem, holič, 2 hostince, kovář, 2 krejčí, obuvník, 3 řezníci, 4 obchody se smíšeným zbožím, Spořitelní a záložní spolek pro politickou obec Mnichovickou, trafika, 3 truhláři.

## Doprava
Do obce vedou silnice III. třídy. Železnice – Železniční trať ani stanice na území obce nejsou. V roce 2012 v obci zastavovaly autobusové linky Vlašim-Čechtice (v pracovních dnech čtyři spoje) a Vlašim-Studený-Dolní Kralovice-Snět (v pracovních dnech 2 spoje ve směru do Čechtic, o víkendu 1 spoj, dopravce ČSAD Benešov).
Do obce vede cyklotrasa č. 0071 Čechtice - Mnichovice - Trhový Štěpánov - Český Šternberk.
Katastrem Mnichovice prochází zelená turistická trasa, která vede z Vlašimi až do Snětu u vodní nádrže Švihov.

## Pamětihodnosti
- Dominantou obce je gotický kostel svatého Filipa a Jakuba s šindelovou střechou a dřevěnou zvonicí. Kolem kostela je zřízen hřbitov s márnicí a zdí kolem areálu. Kostel je připomínán již v roce 1350 jako majetek pražského arcibiskupa. Není ovšem známo, kdy a kým byl vystavěn a zda byl opatřen zvonem. Nejstarší a nejmenší zvon pochází totiž až z roku 1473. Roku 1547 pořídili velký kostelní zvon Střelové z Rokyc. Za Jana Viléma knížete z Trautsonu byl pořízen prostřední kostelní zvon odlitý v roce 1738 v Praze. Vážil 400 kg, ale v době první světové války byl rekvírován. Kostel prošel přestavbou v roce 1806, vnitřní zařízení však zůstalo barokní. Jeho zvláštností je dřevěná zvonice přistavěná k západní stěně kostela a patro, které je vystavěno na krakorcích. V roce 1992 byly v kostele pod vápennými nátěry objeveny původní gotické nástěnné malby, které byly v letech 1992–95 restaurovány. Unikátní malby byly zařazeny do programu na záchranu a obnovu památek Deset skvostů Podblanicka, neboť jde o památku mimořádné hodnoty celostátního významu. V roce 2006 byly provedeny práce na opravě střech sakristie a vstupu. V roce 2009-2010 byla na kostele zrekonstruována zvonice, střecha a hřbitovní zeď. Kostel je aktuálně příležitostně využíván několikrát do roka k bohoslužbám, k pohřbům nebo koncertům.
- Další zapsanou památkou je areál s chalupou, chlévem a stodolou čp. 37. Obytný, přízemní dům s roubenou světnicí a zděnou síní, k níž se připojuje zděná komora. K zadní části domu se přimykají chlévy. Na severu zděná průjezdní stodůlka. Z 18. století až 1. pol. 19. století. Areál zemědělské usedlosti zaujímá obdélný pozemek, který je užší stranou přisazen k návesní frontě. Hodnotná ukázka venkovské zemědělské usedlosti, jedné z nejlépe dochovaných v lokalitě.
- Tvrziště Valy se nachází ve východní části obce nad rybníkem Další kulturní památka je areál tvrziště zvaný Valy, složený z tvrziště, příkopu a fragmentu valu. V roce 1379 zde bydleli Nápravníci Havel a Boten, kteří byli povinni vojenskou službou na štěpánovském hradě. Po husitských válkách v roce 1436 tvrz u rybníka zanikla. V kronice z roku 1920 je zmínka, že se z tohoto tvrziště dochovala roubená studna. Tvrz stávala v místech dnešních domů čp. 73 a 70. Poslední zbytky po ní byly zničeny roku 1960. Zachovány jsou pouze skromná torza valové fortifikace. (cituji z publikace Jana Valcháře, Dolnokralovicko vydané roku 1912). Bylo to stavení jednoduché na způsob věže ohražené a hlubokým příkopem, vodou naplněným, neustále proti nepříteli hájené. Z celé tvrze dosud zachovalá jest stará studně do okrouhla roubená. V roce 1893 vykopány tu byly 2 cenné šípy a prodány museu království českého v Praze. Kdy a jakým způsobem tvrz ta zanikla nemožno přesně stanoviti, však možno zničení její odhadovati do doby válek husitských, již v roce 1550 se uvádí co pustá, pouze místo na konci vsi terainu vynikající a ostroh do rybníka tvořící, opatřen jest kolem hlubokým příkopem a náspí. Zbyla zde pouze studna. Tvrz založena na východním konci vesnice na mírném svahu ku rybníku se sklánějícím. Má kruhovou formu, která se prodlením let na jih a východ rozvezenim valů a zasypáním příkopu Změnila jaksi v podobu hruškovitou. Dnes poseta jest chalupami (staveními) a zahradami, jak v příkopě, tak na valu. Průměr kruhu vnitřního jest místy 80 m, na němž dnes chalupy stojí. Šířka příkopů 20-24 m od koruny ke koruně a šířka dna příkopu 8-12 m. Na straně severovýchodní prorván byl násep, nejspíš příjezdem do tvrziště, neb bránou. Od této obíhá druhý příkop 19-22 m široký, v louku proměněný, kolem prvého do půlkruhu na straně na západ běží a přepásává ve vzdálenosti co 300 m opyš. Vnitřní kruh tvrziště má průměr 40 m. Na valu východním, k rybníku obráceném, stojí cihelna, kde se z valů hlína ku vyrábění cihel béře. Nebude dlouho trvati a zmizí důležitá tato památka zemního opevnění nadobro.